# Erste Bank Open 2023
Erste Bank Open 2023 byl tenisový turnaj na mužském profesionálním okruhu ATP Tour hraný v komplexu Wiener Stadthalle. Čtyřicátý devátý ročník Vienna Open probíhal mezi 23. až 29. říjnem 2023 v rakouské metropoli Vídni na krytých dvorcích s tvrdým povrchem Rebound Ace.
Turnaj dotovaný 2 559 790 eury patřil do kategorie ATP Tour 500. Nejvýše nasazeným singlistou se opět stal třetí tenista světa a obhájce titulu Daniil Medveděv, který prohrál ve finále. Jako poslední přímý účastník do dvouhry nastoupil americký 51. hráč žebříčku J. J. Wolf. V důsledku invaze Ruska na Ukrajinu na konci února 2022 řídící organizace tenisu ATP, WTA a ITF s grandslamy rozhodly, že ruští a běloruští tenisté mohli dále na okruzích startovat, ale do odvolání nikoli pod vlajkami Ruska a Běloruska.
Jubilejní desátý singlový titul na okruhu ATP Tour vybojovala italská světová čtyřka Jannik Sinner. Deblovou soutěž ovládl americko-britský pár Rajeev Ram a Joe Salisbury, jehož členové získali dvanáctou společnou trofej.

## Rozdělení bodů a finančních odměn

### Rozdělení bodů
| Soutěž  | Soutěž      | vítězové | finalisté | semifinalisté | čtvrtfinalisté | 16 v kole | 32 v kole | Q  | Q2 | Q1 |
| ------- | ----------- | -------- | --------- | ------------- | -------------- | --------- | --------- | -- | -- | -- |
| dvouhra | [ 2 ] [ 6 ] | 500      | 300       | 180           | 90             | 45        | 0         | 20 | 10 | 0  |
| čtyřhra | [ 7 ] [ 8 ] | 500      | 300       | 180           | 90             | 0         | —         | —  | —  | —  |

### Finanční odměny
| Soutěž                   | Soutěž      | vítězové  | finalisté | semifinalisté | čtvrtfinalisté | 16 v kole | 32 v kole | Q2      | Q1      |
| ------------------------ | ----------- | --------- | --------- | ------------- | -------------- | --------- | --------- | ------- | ------- |
| dvouhra                  | [ 2 ] [ 6 ] | 450 650 € | 242 480 € | 129 225 €     | 66 025 €       | 35 245 €  | 18 795 €  | 9 635 € | 5 405 € |
| čtyřhra                  | [ 7 ] [ 8 ] | 148 020 € | 78 950 €  | 39 940 €      | 19 970 €       | 10 340 €  | —         | —       | —       |
| ve čtyřhře částky na pár |             |           |           |               |                |           |           |         |         |

## Dvouhra

### Nasazení
| Stát                          | Hráč               | ATP | Nasazení |
| ----------------------------- | ------------------ | --- | -------- |
|                               | Daniil Medveděv    | 3.  | 1.       |
| Itálie                        | Jannik Sinner      | 4.  | 2.       |
|                               | Andrej Rubljov     | 5.  | 3.       |
| Řecko                         | Stefanos Tsitsipas | 7.  | 4.       |
| Německo                       | Alexander Zverev   | 9.  | 5.       |
| USA                           | Tommy Paul         | 12. | 6.       |
| USA                           | Frances Tiafoe     | 14. | 7.       |
|                               | Karen Chačanov     | 15. | 8.       |
| Žebříček ATP k 16. říjnu 2023 |                    |     |          |

### Jiné formy účasti na turnaji
Následující hráči obdrželi divokou kartu do hlavní soutěže:
- Borna Gojo
- Sebastian Ofner
- Dominic Thiem

Následující hráč obdržel zvláštní výjimku:
- Aslan Karacev

Následující hráč nastoupil pod žebříčkovou ochranou:
- Gaël Monfils

Následující hráči postoupili z kvalifikace:
- Tomáš Macháč
- Filip Misolic
- Alexandre Müller
- Albert Ramos-Viñolas

Následující hráč postoupil z kvalifikace jako šťastný poražený:
- Lorenzo Sonego

### Odhlášení
před začátkem turnaje
- Matteo Berrettini → nahradil jej  Daniel Altmaier
- Pablo Carreño Busta → nahradil jej  Aleksandar Vukic
- Borna Ćorić → nahradil jej  Matteo Arnaldi
- Mackenzie McDonald → nahradil jej  Lorenzo Sonego

## Čtyřhra

### Nasazení
| Stát                                                                      | Hráč            | Stát               | Hráč              | ATP | Nasazení |
| ------------------------------------------------------------------------- | --------------- | ------------------ | ----------------- | --- | -------- |
| Nizozemsko                                                                | Wesley Koolhof  | Spojené království | Neal Skupski      | 7.  | 1.       |
| USA                                                                       | Rajeev Ram      | Spojené království | Joe Salisbury     | 15. | 2.       |
| Salvador                                                                  | Marcelo Arévalo | Nizozemsko         | Jean-Julien Rojer | 33. | 3.       |
| Belgie                                                                    | Sander Gillé    | Belgie             | Joran Vliegen     | 40. | 4.       |
| Žebříček ATP k 16. říjnu 2023; číslo je součtem postavení obou členů páru |                 |                    |                   |     |          |

### Jiné formy účasti
Následující páry obdržely divokou kartu do hlavní soutěže:
- Romain Arneodo /  Sam Weissborn
- Sebastian Ofner /  Philipp Oswald

Následující pár postoupil do čtyřhry z kvalifikace:
- Francisco Cabral /  Henry Patten

Následující páry postoupily z kvalifikace jako šťastné poražené:
- Gonzalo Escobar /  Oleksandr Nedověsov
- Neil Oberleitner /  Jurij Rodionov

### Odhlášení
před začátkem turnaje
- Rohan Bopanna /  Matthew Ebden → nahradili je  Sadio Doumbia /  Fabien Reboul
- Daniel Evans /  Ben Shelton → nahradili je  Gonzalo Escobar /  Oleksandr Nedověsov
- Mackenzie McDonald /  Marcelo Melo → nahradili je  Neil Oberleitner /  Jurij Rodionov

## Přehled finále

### Mužská dvouhra
- Jannik Sinner vs. Daniil Medveděv, 7–6(9–7), 4–6, 6–3

### Mužská čtyřhra
- Rajeev Ram /  Joe Salisbury vs.   Nathaniel Lammons /  Jackson Withrow, 6–4, 5–7, [12–10]